# Pedro María Sison
Pedro María Sison (Urdaneta Indias Orientales Españolas, 18 de enero de 1885 - 12 de junio de 1938) fue un senador de Filipinas,  juez de Primera Instancia,  estadista y filántropo. Delegado a la Convención Constituyente de Filipinas de 1935.

## Biografía
Hijo del matrimonio formado por Pedro Sisón  y Eusebia Macasieb, casado con Gracia Palisoc Moran, son padres de nueve  hijos: Pedro, Carlos, Corazón, Juan, Antonio, Rosario, Armando, Jesús Morán y Gracia.
En 1896, a los 11 años de edad, se unió a su padre en la lucha contra los españoles durante la revolución filipina.
Durante la ocupación estadounidense de Filipinas ayudó a su padre restablecer la paz y el orden en las ciudades Binalonán y Urdaneta.

### Senador
A la edad de 31 años fue elegido para el Senado de Filipinas. En representación de la Segunda Circunscripción Senatorial de La Unión, Pangasinan y Zambales, Sison sirvió como senador durante la IV Legislatura 1916-1922 y cuyo presidente del Senado, fue Manuel L. Quezon.
En 1916 conjuntamente con el también senador Rafael Palma promovió  un proyecto de ley sobre el voto femenino, que fue aprobada por el Senado.

## Reconocimiento
Desde 1918 el Municipio de Álava de Pangasinán lleva su nombre. Por su trabajo, fue honrado por el municipio de Urdaneta en 2008.